# Philibert Hugonet

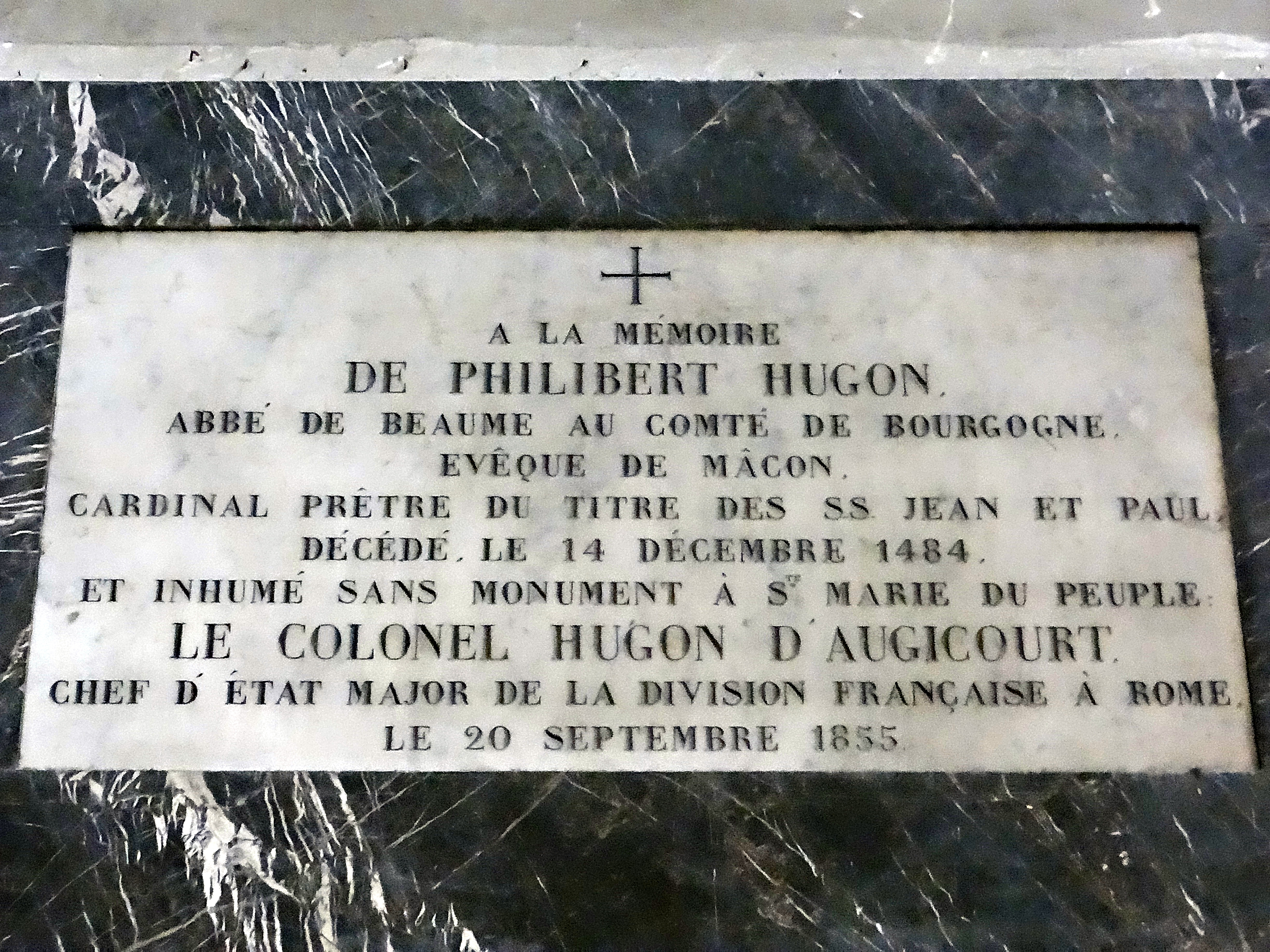
Gedenktafel in der Basilika Santa Maria del Popolo

Philibert Hugonet († 11. September 1484 in Rom) war ein französischer katholischer Geistlicher, Bischof von Mâcon und Kardinal.

## Leben
Philibert Hugonet wurde in Burgund geboren und erhielt seine schulische Ausbildung in der Diözese Mâcon, wo sein Onkel, Étienne Hugonet, seit 1451 als Bischof wirkte. Er studierte später sechs Jahre lang an der Universität von Pavia und promovierte dort zum Doktor beider Rechte.
Nach seiner Ausbildung war er um das Jahr 1467 Mitglied mehrerer Gesandtschaften, die von Herzog Karl dem Kühnen in diplomatischer Mission insbesondere zu Papst Paul II. und Ferdinand V. von Kastilien und Leon, geschickt wurden.
Hugonet begann seine geistliche Laufbahn als Kanoniker in der Diözese von Mâcon und bekleidete das Amt eines Apostolischen Protonotars. Nach dem Tod seines Onkels Etienne wurde er am 2. Oktober 1472 zum neuen Bischof von Mâcon gewählt und bekleidete dieses Amt anschließend bis zu seinem Tode.
Auf Wunsch von Karl dem Kühnen ernannte ihn Papst Sixtus IV. anlässlich des Konsistoriums vom 7. Mai 1473 zum Kardinalpriester und weihte Philbert Hugonet am 10. Mai 1473 in der Basilika Santa Maria Maggiore in Rom zum Kardinal. Ihm wurden anlässlich der Weihe die römischen Kirchen Santa Lucia in Selci und Santi Giovanni e Paolo als Titelkirchen zugewiesen.
Neben diesen Ämtern bekleidete Hugonet noch die Abtswürde der Klöster Bellevaux, Saint-Savin, Saint-Pierre de Baume-les-Messieurs und Saint-Bénigne. Daneben stand er noch den in der burgundischen Besitzung Flandern gelegenen Abteien Saint Denis in Mons sowie Tongerlo vor und war hier nicht ohne politischen Einfluss, da sein Bruder, Guillaume Hugonet, zu jener Zeit der Kanzler des Herzogtums Burgund war, bis er im April 1477 während eines Aufenthaltes in Flandern ermordet wurde. Das Attentat auf seinen Bruder traf Philibert Hugonet so tief, dass er nach dem Tod seines Bruders nie wieder nach Flandern zurückkehrte.
Als Kardinal nahm Philibert Hugonet am Konklave von 1484 teil, das mit der Wahl von Innozenz VIII. zum Papst endete.
Hugonet starb am 11. September 1484 in seiner Residenz auf dem Campo de’ Fiori in Rom. In der folgenden Nacht wurde sein Körper in die Kirche Santa Maria del Popolo gebracht, die er als Ort seiner Bestattung gewählt hatte, und wurde dort beigesetzt.